# Hammerkieferfisch
Der Hammerkieferfisch (Omosudis lowii (Gr.: „omo“ = Schulter; Lat.: „sudis“ = ein Fisch (Hecht, Lachs))) lebt im Atlantik und im Indischen Ozean in Tiefen bis zu 4000 Meter (meist zwischen 100 und 1000 m). Die Fische unternehmen Vertikalwanderungen, halten sich tagsüber in großen Tiefen auf und wandern mit Einbruch der Dämmerung zur Oberfläche.

## Merkmale
Hammerkieferfische werden 20 bis 23 Zentimeter lang, sind auf dem Rücken bräunlich und an den Seiten silbrig schillernd. Das schwarze Peritoneum ist sichtbar. Sie haben einen relativ großen Kopf und ein tief gespaltenes Maul mit großen Fangzähnen. Zwei besonders große sitzen im Unterkiefer. Sie besitzen keine Schuppen, keine Schwimmblase, keine Sinnesporen und keine Leuchtorgane. Die Fische haben 39 bis 41 Wirbel.
- Flossenformel: Dorsale 9–12, Anale 14–16, Pectorale 14–16.

## Systematik
Omosudis lowii wird für gewöhnlich als einzige Art in die monotypische Familie Omosudidae (Regan, 1911) gestellt. Der amerikanische Ichthyologe Joseph S. Nelson ordnete die Art als Schwestergruppe von Alepisaurus den Alepisauridae zu.